# Place de l'Opéra (Liège)
Pour l’article homonyme, voir Place de l'Opéra.
 (décembre 2023).
Si vous disposez d'ouvrages ou d'articles de référence ou si vous connaissez des sites web de qualité traitant du thème abordé ici, merci de compléter l'article en donnant les références utiles à sa vérifiabilité et en les liant à la section « Notes et références ».

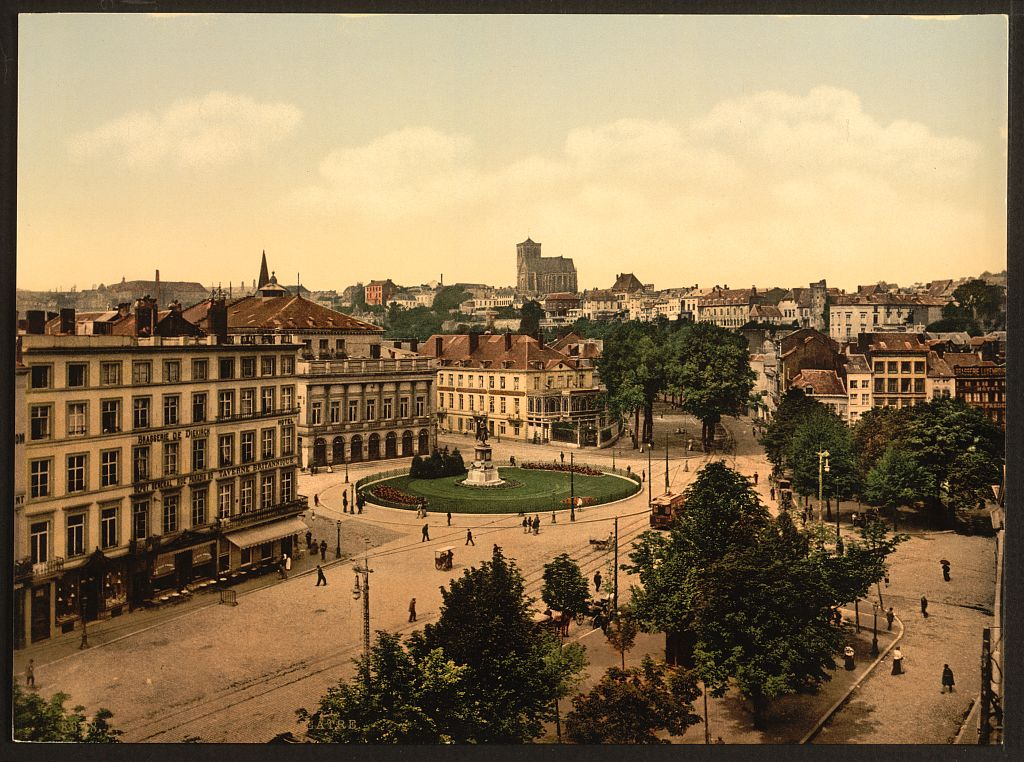
La place de l'Opéra vue d'en haut à la fin du XIXe siècle

La place de l'Opéra est une petite place du centre de Liège.

## Situation et accès
Elle est située aux jonctions des rue Hamal, rue Georges Clemenceau et place de la République française

## Odonymie
Elle porte ce nom car elle est située devant l'Opéra royal de Wallonie.

## Historique
La place était depuis le XVIIIe une partie intégrante de la place de la République française et ce jusqu'en 1998. À partir de cette année une distinction fut faite et la partie située devant l'opéra pris naturellement le nom de place de l'Opéra.

## Bâtiments remarquables et lieux de mémoire
- L'Opéra royal de Wallonie
- La statue d'André Grétry, réalisée par Guillaume Geefs, contenant dans son piédestal le cœur du compositeur.

### Statue d'André Grétry

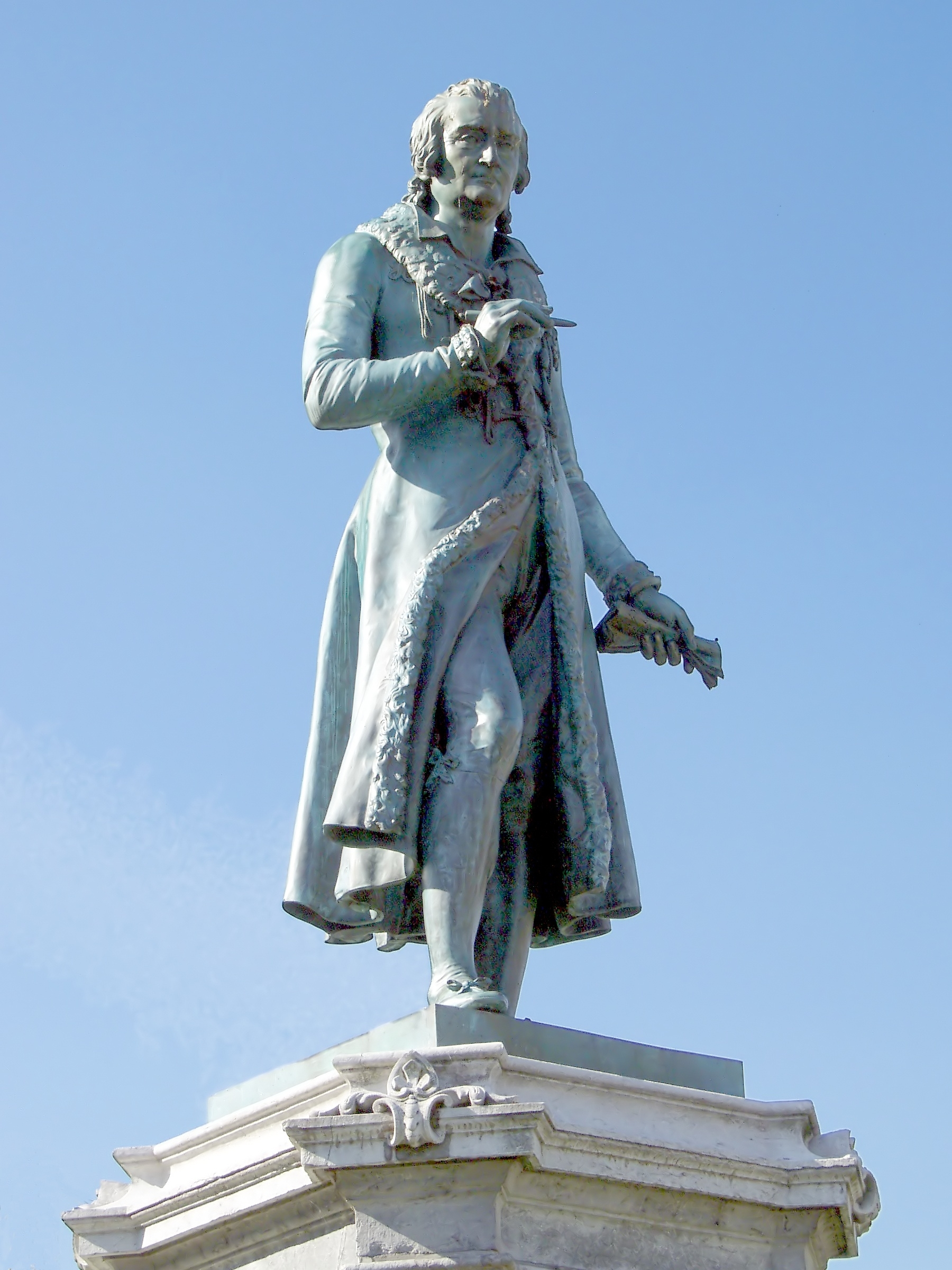
La statue d'André Grétry

La statue en bronze est réalisée par Guillaume Geefs en 1840. En 1842, elle est initialement installée place du XX août face à l'Université.
En 1866, la statue d'André Grétry est transférée place de l'Opéra en face du Opéra royal de Wallonie, la scène où ses chefs-d'œuvre ont été interprétés maintes fois au bruit des applaudissements de ses concitoyens
La France a conservé son corps, qui repose au Père-Lachaise, à côté de Delille et de Méhul ; mais André Grétry a voué son cœur à la ville qui lui donna le jour. Après un long procès, ce cœur, d'où sortirent tant de chants immortels, fut transporté en 1829 à Liège, et depuis, scellé dans le piédestal de la statue en bronze.

En juillet 1842, lors du banquet offert aux artistes à l'Émulation à l'occasion de l'inauguration de la statue, ainsi que celle du Plan incliné de la côte d'Ans, le compositeur Franz Liszt porta un toast à Liège en ces termes :  

« La première ville à élever une statue à un compositeur. Je suis accouru pour saluer avec transport la statue de Grétry et j'émets le vœu que Mozart et Beethoven obtiennent de leurs concitoyens l'hommage éclatant qu'on a rendu ici au grand compositeur liégeois. »